# 黄季陸
黄 季陸（こう きりく）は中華民国（台湾）の政治家・ジャーナリスト・教育者。中国国民党の政治家で、西山会議派の一員と目される党内右派の人物である。学名（学齢に達したときの名）は学典だが、字の季陸で知られる。の人。

## 事跡

### 海外留学
革命派の根拠地でもあった叙永で育ち、また堂兄（父方の従兄）の黄方が革命派であったこともあり、黄季陸自身も早くから革命思想に傾倒していた。清末の四川鉄道保護（保路）運動にも参加している。1913年（民国2年）、上海に赴き、一族の黄復生の紹介により孫文（孫中山）に面会した。
革命活動の傍ら、黄季陸は1914年（民国3年）夏に上海の南洋公学に入学する。1915年（民国4年）12月の護国戦争が勃発すると、黄も護国軍に参加し、北京政府の追及を逃れるため復旦公学中学部に転入した。1917年（民国6年）夏、中学部を卒業し、孫文の命で四川省に戻り、四川軍指揮官の熊克武に付く。しかし熊は次第に孫から離反し始めたため、怒った黄は熊の下を出奔した。
1918年（民国7年）、黄季陸は日本に留学し、慶應義塾大学に入学した。翌年5月、反北京政府デモに参加して警察に逮捕されてしまう（1日の拘留で釈放）。この経験で日本への反感を持った黄は、中途で慶應大学を退学してアメリカに向かう。1921年（民国10年）春、カリフォルニア大学に入学し、その後、イリノイ・ウェズリアン大学に転入して政治学を学んだ。卒業後はオハイオ州立大学大学院に進学し、修士号を取得している。1922年（民国11年）、カナダに赴き、トロント大学で学ぶ傍ら、『醒華日報』の主筆を担当した。

### 国民党右派として
1924年（民国13年）1月、中国国民党が第1回全国代表大会を開催した際には、黄季陸はカナダ支部代表として帰国、大会に参加した。大会後は広州市党部常務委員兼青年部長、大本営法制委員会副委員長、大元帥府秘書、広東大学（翌年、中山大学に改組）教授・法政系主任を務めた。黄は早くから反共の姿勢を示し、同年6月には孫科と共に共産党制裁の提案を中央党部に提出して孫文の叱責を買っている。
1925年（民国14年）3月に孫文が死去すると、黄季陸は本格的に反共の活動を開始する。同年11月、黄は北京での国民党右派による党1期4中全会に参加し、西山会議派の一員となった。黄はまもなく上海に向かい、孫科と協力して西山会議派の中央党部を樹立している。翌年3月、西山会議派の第2回全国代表大会で中央執行委員に選出されている。
1927年（民国16年）1月、黄季陸は四川省に戻り、成都大学教授となる。同年の上海クーデター（四・一二政変）や第1次国共合作崩壊を経て、黄は四川省で清党委員、整理委員、執行委員に任ぜられた。翌年、広東へ移って中山大学に復帰し、さらに広東省党部常務委員兼宣伝部長、広州『民国日報』社長などを務めた。1931年（民国20年）11月、国民党第4回全国代表大会において中央執行委員候補に選出され、さらに西南政務委員会委員にも任ぜられている。

### 戦中・戦後
1935年（民国24年）11月、国民党第5回全国代表大会で黄季陸は中央執行委員に選出される。まもなく新広西派（新桂系）の李宗仁・白崇禧の招聘に応じ、広西省に赴いて抗敵青年軍団政治部主任として民衆の訓練に当たった。日中戦争（抗日戦争）勃発後は南京に移り、軍事委員会第本営第4部副部長に任ぜられている。1938年（民国37年）夏、三民主義青年団が結成されると、黄は中央団部常務幹事兼宣伝処処長となる。その後、内政部常務次長、四川省党部主任委員を歴任した。1943年（民国32年）1月には四川大学校長に任ぜられ、戦時中ではあったが同大学の拡充に尽力している。
1945年（民国34年）、黄季陸は国民党第6期中央執行委員に選出されている。国共内戦期には、制憲国民大会代表、四川党団統一委員会委員などを歴任した。内戦で国民党が敗北すると、黄は台湾に逃れる。以後、行政院政務委員、中央改造委員会設計委員、内政部部長、考試院考選部部長、教育部部長、総統府国策顧問、中央設計考核委員会主任委員を歴任した。晩年の黄は国民党党史編纂事業に従事し、中央党史史料編纂委員会主任委員、国史館館長、中国歴史学会理事長なども務めている。1984年（民国73年）6月、総統府資政に招聘された。
1985年（民国74年）4月24日、病没。享年87（満86歳）。